# Sidoförhållande
Sidoförhållande är en parameter som används inom aerodynamiken för att avgöra en vinges prestanda, den definieras som följer:
{\displaystyle AR={b^{2} \over S}}
Där
b är spännvidden och
S är vingarean.
Ett högt sidoförhållande innebär en lång och slank vinge, ett lågt innebär en kort och stubbig vinge.
Sidoförhållandet har en direkt inverkan på rollprestanda och på det inducerade motståndet.
För en vinge så är den inducerade motståndskoefficienten:
{\displaystyle C_{D,i}={\frac {C_{L}^{2}}{k\pi AR}}}
Vilket ger att för en given vingbelastning så minskar det inducerade motståndet om man ökar sidoförhållandet (AR) genom att låta spännvidden öka och kordan minska, dock finns det ett flertal olika faktorer som begränsar vilket AR en vinge kan ha:
- Hållfasthet: Slanka vingar med liten corda får små böjtröghetsmoment och höga böjandemoment vilket resulterar i stora elastiska deformationer.
- Noll motstånd
- Manöveregenskaper: Långa slanka vingar ger ett flygplan med stora tröghetsmoment både i gir och roll led, detta leder till ett flygplan som är långsamt att manövrera.
- Geometriska begränsningar